# America Has a Problem
America Has a Problem è un singolo della cantante statunitense Beyoncé, pubblicato il 19 maggio del 2023 come terzo estratto dal suo settimo album in studio Renaissance.

## Descrizione
Il brano contiene l'interpolazione del brano Cocaine (America Has a Problem) (1990), scritta da Tina Santron Macintosh e Andrell D. Rogers ed eseguita da Kilo Ali.
La versione remix del brano vede la partecipazione del rapper Kandrick Lamar, segnando la terza collaborazione tra i due artisti dopo Freedom, facente parte dell'album del 2016 Lemonade, e Nile, facente parte dell'album The Lion King: The Gift.

## Accoglienza
Il brano è stato accolto positivamente dalla critica: Will Dukes di Rolling Stone ha particolarmente lodato il ritmo della traccia, dominato da una batteria nervosa il suo contenuto, che fa riferimento alla dipendenza affettiva, e l'uso del campionamento della canzone Cocaine (America Has a Problem) di Kilo Ali, che ha permesso a Beyoncé di formare un connubio fra politica e vita personale all'interno del singolo. Anche Kyle Denis, per Billboard, ha lodato l'interpolazione di Cocaine, definendo il rapping della cantante nel pezzo come uno dei migliori della sua carriera. Melissa Ruggieri, per Usa Today ha definito la canzone quella con il titolo più intrigante, con particolare riguardo anche qui al rapping di Beyoncé. Marcus Shorter, per Consequence, ha invece valutato la canzone in maniera molto più moderata, lodandone il ritmo ma criticandone il contenuto.
Il remix, sebbene accolto molto positivamente dalla maggior parte della critica, è stato però criticato da altri per la scelta del featuring, facendo riferimento alla controversa traccia Auntie Diaries, contenuta nell'album di Kendrick Lamar Mr. Morale & the Big Steppers (2022), accusata di trattare le tematiche LGBT in maniera rischiosa.

## Tracce
Testi e musiche di Beyoncé Knowles-Carter, The-Dream, Mike Dean, Matheus Braz, Brandon Harding e Stuart White. La versione remix del brano presenta testi di Kendrick Lamar Duckworth.
Download digitale
1. America Has a Problem – 3:18
2. America Has a Problem (Remix) (feat. Kendrick Lamar) – 4:20

## Successo commerciale
A seguito dell'uscita dell'album a fine luglio del 2022, la traccia ha fatto il suo ingresso nella classifica statunitense alla posizione nº 69 della Billboard Hot 100 e alla nº 27 della Hot R&B/Hip-Hop Songs. Dopo il rilascio della canzone come terzo estratto da Renaissance, il singolo ha fatto nuovamente ingresso nella Hot 100 alla 38ª posizione.

## Classifiche
| Classifica (2022-23) | Posizione massima |
| -------------------- | ----------------- |
| Australia            | 32                |
| Canada               | 41                |
| Grecia               | 74                |
| Irlanda              | 18                |
| Lituania             | 37                |
| Nuova Zelanda        | 25                |
| Paesi Bassi          | 99                |
| Portogallo           | 103               |
| Regno Unito          | 22                |
| Stati Uniti          | 38                |
| Sudafrica            | 53                |
| Svizzera             | 96                |